# RAW Importer
StepOK RAW 导入器（RAW Importer）是一个由Step OK图形工作室出品的具备导入、转换RAW图形格式文件的免费软件。
最新版本为1.2。

## 用途
RAW格式在提供相比于传统格式，如JPEG等更完整的摄影信息的同时，却由于并不是一个唯一确定的图形格式标准，从而每家相机制造厂商都可以对RAW格式进行自己的修改而得到自己的标准，例如，佳能拥有自己的CRW，尼康有NEF，这些标准在广义上都属于RAW，但是彼此并不相同，在最糟糕的情况下，只能由相机厂商自己的软件打开并转换成为以往的图形格式，如JPEG，再输出到一些图形处理软件，如PhotoShop等进行后期的润饰。
在这样的情况下，这款软件诞生了。其目的即在于兼容大部分的RAW格式，而能进行统一的调整和前期修饰，或转换为一个较为通用的格式，如DNG（Adobe Digital Negative）等。

## RAW格式兼容一览
- Adobe：Digital Negative（DNG）
- 佳能：CR2, CRW
- 卡西欧 RAW
- 康泰时 RAW
- 富士：RAF
- 柯尼卡美能达：MRW
- 徕卡 RAW
- 尼康：NEF
- 奥林巴斯：ORF
- 索尼：ARW, SR2, SRF